# سالی رونی
سالی رونی (متولد ۲۰ فوریه ۱۹۹۱) یک نویسنده و فیلم‌نامه‌نویس ایرلندی است. رمان نخست او، صحبت با دوستان، در سال ۲۰۱۷ منتشر شد. سپس در سال ۲۰۱۸ مردم عادی را منتشر کرد. مردم عادی در سال ۲۰۲۰ تبدیل به یک مجموعه تلویزیونی شد.

## تحصیلات و زندگی شخصی
رونی در سال ۱۹۹۱ در کسلبار، شهرستان مایو به دنیا آمد و در همان‌جا بزرگ شد. پدرش برای تلکام ایرین و مادرش در یک مرکز هنری کار می‌کرد. رونی یک برادر بزرگ‌تر و یک خواهر کوچک‌تر دارد. در کالج ترینیتی دابلین، در رشته انگلیسی تحصیل کرد و در سال ۲۰۱۱ برای بورسیه انتخاب شد. همان‌جا شروع به تحصیل کارشناسی ارشد رشته علوم سیاسی کرد (ولی آن را به پایان نرساند) ولی در عوض در رشته ادبیات آمریکایی مدرک گرفت و در سال ۲۰۱۳ فارغ‌التحصیل شد. رونی خودش را مارکسیست می‌نامد.
پیش از ورود به حوزه نویسندگی، او منشی یک رستوران بود. او در دابلین زندگی می‌کند.
در سال ۲۰۲۱ او مانع از انتشار ترجمه کتابش به نام «دنیای زیبا، کجایی» به زبان عبری در اسرائیل شد و دلیل آن را اعتراض به رفتار اسرائیل با فلسطینیان اعلام کرد. 